# Albrecht I. Míšeňský
Albrecht I. Míšeňský zvaný Pyšný (německy Albrecht I. der Stolze, 1158 – 24. června 1195 Krummenhennersdorf) byl míšeňský markrabě z rodu Wettinů. Svůj život strávil spory o míšeňské markrabství.

## Život
Narodil se v roce 1158 jako syn míšeňského markraběte Oty Míšeňského a jeho manželky Hedviky. V roce 1186 se v Ústí nad Labem oženil s Žofií, dcerou českého knížete Bedřicha. Dostal se do sporu se svým otcem, který prosazoval nástupnictví mladšího syna Dětřicha. Albrecht ve snaze zamezit ve změně dědice svého otce dokonce na čas uvěznil a propustil jej až na zásah císaře Fridricha Barbarossy. Spory o moc a majetek mezi bratry pokračovaly i po otcově smrti roku 1190.
V letech 1193-1194 byl Albrecht součástí proticísařské koalice v čele s brabantským vévodou Jindřichem, hlavou welfské opozice Jindřichem Lvem, anglickým králem Richardem Lví srdce a Albrechtovým švagrem Přemyslem Otakarem I. Spiknutí bylo prozrazeno a v letech 1194-1195 se Albrecht zúčastnil výpravy císaře Jindřicha VI. do Itálie. Zemřel při návratu bez mužského dědice zřejmě v důsledku choroby či jedu zřejmě 24. června 1195, snad jen měsíc po smrti své manželky. Pohřben byl v cisterciáckém klášteře Altzella po boku svých předků.
Míšeňsko dočasně zabral císař Jindřich VI. Novým míšeňským markrabětem se pak stal Albrechtův bratr Dětřich, ovšem až poté, co mu bylo vráceno novým římským králem Filipem zřejmě jako poděkování za podporu kandidatury na sněmu v Mühlhausenu roku 1198.